# 耶利米·保羅·歐斯垂克
耶利米·“傑瑞”·保羅·歐斯垂克（英語：Jeremiah "Jerry" Paul Ostriker，1937年4月13日—2025年4月6日），美国天体物理学家，普林斯頓大學榮譽教授以及哥倫比亞大學教授。

## 經歷
歐斯垂克在哈佛大學獲得學士學位，在芝加哥大學獲得博士學位，並在劍橋大學進行博士後研究。1971年到1995年歐斯垂克任教於普林斯頓大學，並於1995年到2001年任職該校教務長。2001年到2003年曾到劍橋大學擔任布盧米安天文學與實驗哲學教授席位（Plumian Professor of Astronomy and Experimental Philosophy）。之後返回普林斯頓大學。

## 研究
歐斯垂克的研究對於宇宙中大部分"看不見的質量"暗物質有著奠基性的貢獻。他的研究專長也包括星际物质、星系的形成和演化、物理宇宙學、黑洞。截至2021四月，其共同發表的論文總引用數已超過85,910次(H指數130)。

## 家庭
他和詩人、散文作家艾麗西亞·歐斯垂克（Alicia Ostriker）於1959年結婚，並育有三子女。

## 近年著作
- New Light on Dark Matter, Science, 300, pp 1909–1914 (2003)
- The Probability Distribution Function of Light in the Universe: Results from Hydrodynamic Simulations, Astrophysical Journal 597, 1 (2003)
- Cosmic Mach Number as a Function of Overdensity and Galaxy Age, Astrophysical Journal, 553, 513 (2001)
- Collisional Dark Matter and the Origin of Massive Black Holes, Physical Review Letters, 84, 5258-5260 (2000).
- Hydrodynamics of Accretion onto Black Holes, Adv. Space Res., 7, 951-960 (1998).

## 獎項
- 1972年美國天文學會海伦·B·华纳天文学奖
- 1980年美國天文學會亨利·諾利斯·羅素講座
- 1999年德國天文學會卡爾·史瓦西獎章
- 2000年美國總統比尔·克林顿頒發美国国家科学奖章
- 2004年英國皇家天文學會金質獎章
- 2011年太平洋天文學會布魯斯獎
- 2012年詹姆斯·克雷格·沃森奖章
- 2015年格鲁伯宇宙学獎